# Arab Nations Cup
De Arab Nations Cup (Arabisch: كأس الأمم العربية) is een voetbaltoernooi dat wordt gehouden in de Arabische landen. De eerste editie vond plaats in 1963 in Libanon. Tussen 1966 en 1985 werd er een lange periode geen toernooi gehouden. In die periode werd er wel de Palestina Cup gehouden. In 2021 heeft de FIFA de organisatie op zich genomen en kreeg het toernooi de naam FIFA Arab Cup.

## Overzicht
| Jaar            | Gastland      |                                  | Finale                           | Finale                           | Finale                           |                                  | Wedstrijd voor 3e plaats         | Wedstrijd voor 3e plaats         | Wedstrijd voor 3e plaats         |
| Jaar            | Gastland      | Winnaar                          | Uitslag                          | Finalist                         | 3e plaats                        | Uitslag                          | 4e plaats                        |                                  |                                  |
| --------------- | ------------- | -------------------------------- | -------------------------------- | -------------------------------- | -------------------------------- | -------------------------------- | -------------------------------- | -------------------------------- | -------------------------------- |
| 1963 Details    | Libanon       | Tunesië                          | Groepsfase                       | Syrië                            | Libanon                          | Groepsfase                       | Koeweit                          |                                  |                                  |
| 1964 Details    | Koeweit       | Irak                             | Groepsfase                       | Libië                            | Koeweit                          | Groepsfase                       | Libanon                          |                                  |                                  |
| 1966 Details    | Irak          | Irak                             | 2–1                              | Syrië                            | Libië                            | 6–1                              | Libanon                          |                                  |                                  |
| 1985 Details    | Saoedi-Arabië | Irak                             | 1–0                              | Bahrein                          | Saoedi-Arabië                    | 0–0 Pen. 4–1                     | Qatar                            |                                  |                                  |
| 1988 Details    | Jordanië      | Irak                             | 1–1 Pen. 4–3                     | Syrië                            | Egypte                           | 2–0                              | Jordanië                         |                                  |                                  |
| 1992 Details(1) | Syrië         | Egypte                           | 3–2                              | Saoedi-Arabië                    | Koeweit                          | 2–1                              | Syrië                            |                                  |                                  |
| 1998 Details    | Qatar         | Saoedi-Arabië                    | 3–1                              | Qatar                            | Koeweit                          | 4–1                              | Verenigde Arabische Emiraten     |                                  |                                  |
| 2002 Details    | Koeweit       | Saoedi-Arabië                    | 1–0                              | Bahrein                          | Jordanië                         | n/a(2)                           | Marokko                          |                                  |                                  |
| 2009 Details    | Geannuleerd   | Geannuleerd tijdens kwalificatie | Geannuleerd tijdens kwalificatie | Geannuleerd tijdens kwalificatie | Geannuleerd tijdens kwalificatie | Geannuleerd tijdens kwalificatie | Geannuleerd tijdens kwalificatie | Geannuleerd tijdens kwalificatie | Geannuleerd tijdens kwalificatie |
| 2012 Details    | Saoedi-Arabië | Marokko                          | 1–1 Pen. 3–1                     | Libië                            | Irak                             | 1–0                              | Saoedi-Arabië                    |                                  |                                  |
| FIFA Arab Cup   |               |                                  |                                  |                                  |                                  |                                  |                                  |                                  |                                  |
| 2021 Details    | Qatar         |                                  | Algerije                         | 2–0                              | Tunesië                          |                                  | Qatar                            | 0–0 Pen. 5–4                     | Egypte                           |

- Irak was uitgesloten van deelname aan dit toernooi van 1992 tot 2002 en mag in 2009 weer meedoen

## Winnaars
| Team                         | Aantal titels              | Finalist             | Derde plaats(1)      | Vierde plaats(1) | Halvefinalisten(2) |
| Irak                         | 4 (1964, 1966, 1985, 1988) | 1 (2012)             | -                    | -                |                    |
| Saoedi-Arabië                | 2 (1998, 2002)             | 1 (1992)             | 1 (1985)             | -                | -                  |
| Tunesië                      | 1 (1963)                   | 1 (2021)             | -                    | -                | -                  |
| Egypte                       | 1 (1992)                   | -                    | 1 (1988)             | 1 (2021)         | -                  |
| Marokko                      | 1 (2012)                   | -                    | -                    | -                | 1 (2002)           |
| Algerije                     | 1 (2021)                   | -                    | -                    | -                | -                  |
| Syrië                        | -                          | 3 (1963, 1966, 1988) | -                    | 1 (1992)         | -                  |
| Bahrein                      | -                          | 2 (1985, 2002)       | -                    | -                | -                  |
| Libië                        | -                          | 1 (1964)             | 1 (1966)             | -                | -                  |
| Qatar                        | -                          | 1 (1998)             | -                    | 1 (1985)         | -                  |
| Koeweit                      | -                          | -                    | 3 (1964, 1992, 1998) | -                | -                  |
| Libanon                      | -                          | -                    | 1 (1963)             | 2 (1964, 1966)   | -                  |
| Jordanië                     | -                          | -                    | -                    | 1 (1988)         | 1 (2002)           |
| Verenigde Arabische Emiraten | -                          | -                    | -                    | 1 (1998)         | -                  |

## Resultaten
| Team                         | 1963 | 1964 | 1966 | 1985 | 1988 | 1992 | 1998 | 2002 | 2012 | 2021 | Toernooien |
| ---------------------------- | ---- | ---- | ---- | ---- | ---- | ---- | ---- | ---- | ---- | ---- | ---------- |
| Algerije                     |      |      |      |      | GF   |      | GF   |      |      | 1e   | 3          |
| Bahrein                      |      |      | GF   | 2e   | GF   |      |      | 2e   | GF   | GF   | 6          |
| Egypte                       |      |      |      |      | 3e   | 1e   | GF   |      | GF   | 4e   | 5          |
| Irak                         |      | 1e   | 1e   | 1e   | 1e   |      |      |      | 3e   | GF   | 6          |
| Jordanië                     | GF   | GF   | GF   | GF   | 4e   | GF   | GF   | 1/2  |      | 1/4  | 8          |
| Koeweit                      | 4e   | 3e   | GF   |      | GF   | 3e   | 3e   | GF   | GF   |      | 8          |
| Libanon                      | 3e   | 4e   | 4e   |      | GF   |      | GF   | GF   | GF   | GF   | 8          |
| Libië                        |      | 2e   | 3e   |      |      |      | GF   |      | 2e   |      | 4          |
| Mauritanië                   |      |      |      | GF   |      |      |      |      |      | GF   | 2          |
| Marokko                      |      |      |      |      |      |      | GF   | 1/2  | 1e   | 1/4  | 4          |
| Oman                         |      |      | GF   |      |      |      |      |      |      | 1/4  | 2          |
| Palestina                    |      |      | GF   |      |      | GF   |      | GF   | GF   | GF   | 5          |
| Qatar                        |      |      |      | 4e   |      |      | 2e   |      |      | 3e   | 3          |
| Saoedi-Arabië                |      |      |      | 3e   | GF   | 2e   | 1e   | 1e   | 4e   | GF   | 7          |
| Soedan                       |      |      |      |      |      |      | GF   | GF   | GF   | GF   | 4          |
| Syrië                        | 2e   |      | 2e   |      | 2e   | 4e   | GF   | GF   |      | GF   | 7          |
| Tunesië                      | 1e   |      |      |      | GF   |      |      |      |      | 2e   | 3          |
| Verenigde Arabische Emiraten |      |      |      |      |      |      | 4e   |      |      | 1/4  | 2          |
| Jemen                        |      |      | GF   |      |      |      |      | GF   | GF   |      | 3          |
| Totaal                       |      |      |      |      |      |      |      |      |      |      |            |

|     | Legenda        |
| --- | -------------- |
| 1e  | Kampioen       |
| 2e  | Tweede         |
| 3e  | Derde          |
| 4e  | Vierde         |
| 1/2 | Halve finale   |
| GF  | Groepsfase     |
| q   | Gekwalificeerd |
|     | Gastland       |

|     | Legenda        |
| --- | -------------- |
| 1e  | Kampioen       |
| 2e  | Tweede         |
| 3e  | Derde          |
| 4e  | Vierde         |
| 1/2 | Halve finale   |
| GF  | Groepsfase     |
| q   | Gekwalificeerd |
|     | Gastland       |

## Palestina Cup 1972–1977
Door de lange onderbreking van de Arabische beker tussen 1966 en 1985, werd de Palestina Cup gehouden als tijdelijke vervanger van dit toernooi. Het werd gehouden in drie Arabische landen. Er stond ook een toernooi voor 1977 gepland, deze zou worden gehouden in Saoedi-Arabië, maar werd gecanceld.
| 1972 Details | Irak    | Egypte  | 3–1 | Irak  | Algerije | 3–1          | Syrië |
| 1973 Details | Libië   | Tunesië | 4–0 | Syrië | Algerije | 0–0 Pen. 3–0 | Irak  |
| 1975 Details | Tunesië | Egypte  | 1–0 | Irak  | Soedan   | 1–0          | Syrië |